# Gamskogel (Kitzbühelské Alpy)
Gamskogel je hora s nadmořskou výškou 2206 metrů v okrese Kitzbühel mezi Neukirchenem a Westendorfem na hranicích Salcburska a Tyrolska v Kitzbühelských Alpách v Rakousku. Nachází se na jihu pohoří Geigen v bezprostřední blízkosti vrcholů Speikkogel (2232 m n. m.) a Steinkogel (2299 m n. m.).
Na vrchol lze vystoupat od chaty Gamskogelhütte (1120 m n. m.) v údolí Windautal v obci Westendorf po turistické stezce k chatě Tagweidalm přes Miesenbachalm k chatě Unterstandshütte a na vrchol Gamskogel. Dále pokračuje hřebenová túra na Steinkogel a Speikkogel.